# Corvus orru
Corvus orru е вид птица от семейство Вранови (Corvidae). Видът е незастрашен от изчезване.

## Разпространение
Разпространен е в Австралия, Индонезия и Папуа-Нова Гвинея.